# Det Største i Verden
Det Største i Verden er en stumfilm fra 1921 instrueret af Holger-Madsen.